# Zhang Liyin
Zhang Liyin (chiń. upr. 张力尹; chiń. trad. 張力尹; pinyin Zhāng Lìyǐn; ur. 28 lutego 1989 w Chengdu) – chińska wokalistka popowa. W Korei Południowej znana jako Jang Ri-in. Jest pierwszą chińską wokalistką, która odniosła sukces w branży muzycznej Korei Południowej. Śpiewa w dwóch językach – po mandaryńsku i koreańsku.
W 2017 r. ogłosiła zakończenie współpracy z koreańską wytwórnią SM Entertainment i decyzję o powrocie do Chin, by działać z pekińską agencja Show City Times.

## Dyskografia

### Albumy
- 2008 : I Will

### Single
- 2006 : Timeless
- 2006: Y (Why...)
- 2009 : Moving On
- 2009: 愛我 (Love Me)